# Louise Bost
Louise Bose, née en 1810 à Wurtzbourg, est une musicographe allemande.

## Biographie
Louise Bost naît à Wurtzbourg en 1810. En 1839, elle publie Cœcilia, Betrachtungen über Kunst und Musik.